# Juwenalia

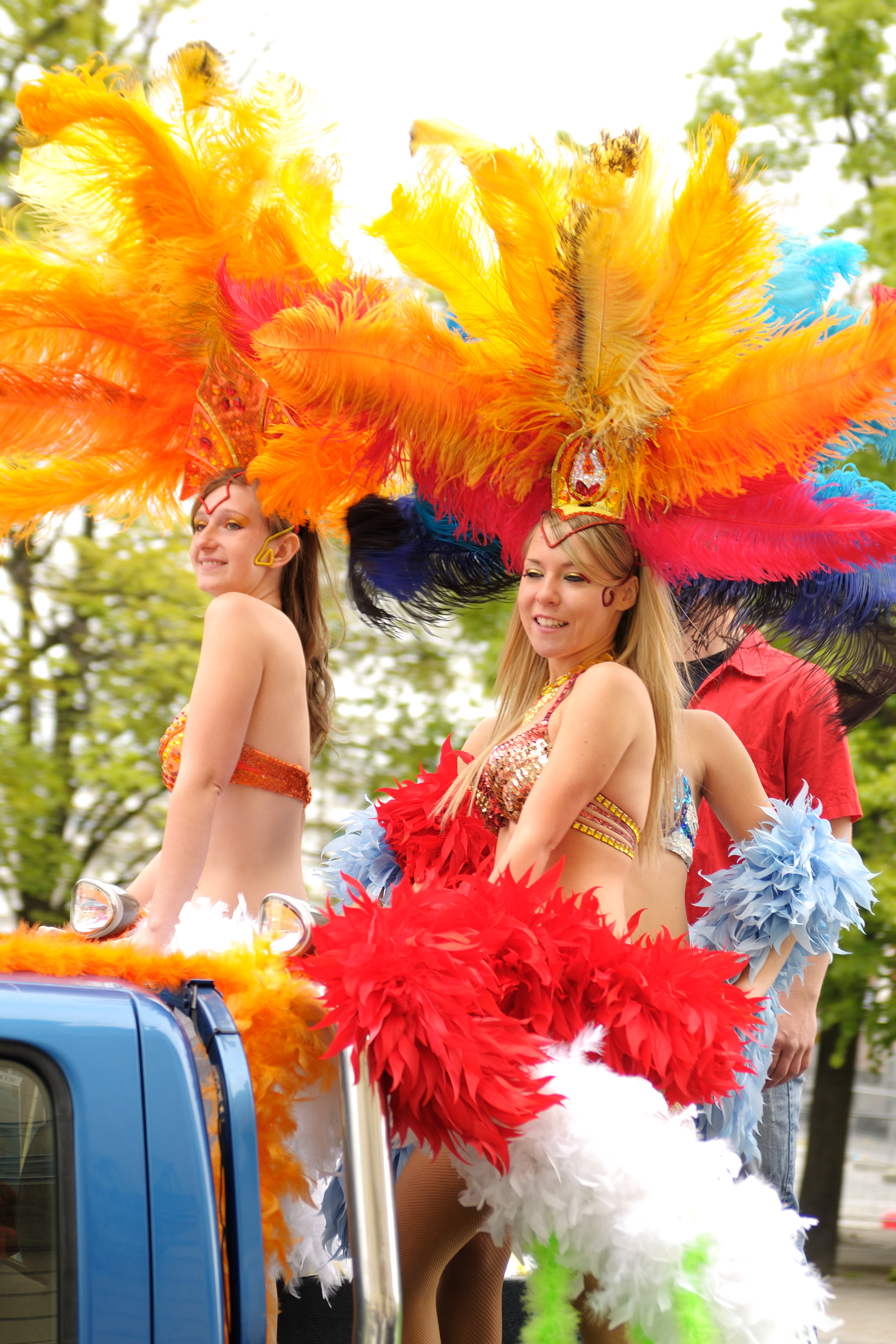
Juwenalia in Warschau, 2009

Die Juwenalia sind ein polnischer studentischer Brauch im Mai vor den Abschlussprüfungen ein dreitägiges Fest zu veranstalten. 

## Herkunft
Die Juwenalia haben ihren Ursprung im Hochmittelalter an der Akademie in Krakau, wo sie bereits im 15. Jahrhundert nachweisbar sind. Festlich gekleidete Studenten zogen in einer Prozession von dem Campus der Universität zum Hauptmarkt, wo der Stadtrat ihnen symbolisch die Schlüsselgewalt über die Stadt für einige Tage übergab und sie in dieser Zeit über die Stränge schlagen konnten. Heute wurde dieser Brauch auch von anderen Universitätsstädten in Polen übernommen. In der Regel finden während der Juwenalia Konzerte und andere kulturelle sowie sportliche Veranstaltungen statt, die von und für die Studenten organisiert werden.